# Jacques Balutin

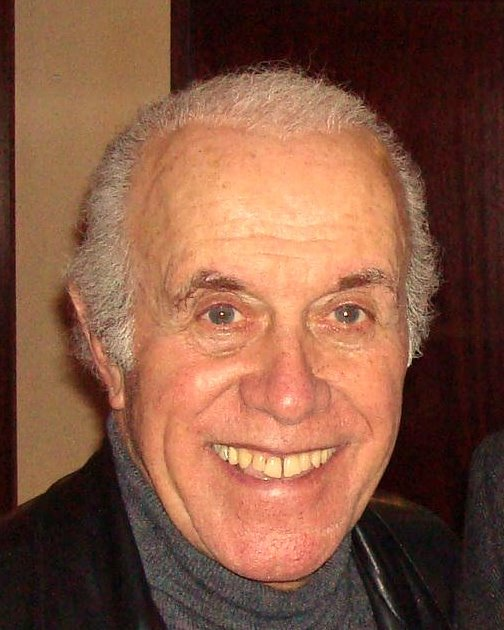
Jacques Balutin (2008)

Jacques Balutin (* 29. Juni 1936 in Paris, Frankreich als William Buenos) ist ein französischer Schauspieler und Synchronsprecher.

## Leben
Jacques Balutin studierte Schauspiel am Cours Simon und fand relativ schnell Engagements am Boulevardtheater. Ab den frühen 1960er Jahren war er in mehreren kleinen Nebenrollen beim französischen Film zu sehen. So spielte er in Filmen wie Der tolle Amerikaner, Was gibt’s Neues, Pussy? und Pack den Tiger schnell am Schwanz mit.
Ab den 1970er Jahren wurde Balutin regelmäßig für Produktionen von Lucky Luke gebucht. Er sprach die Hauptstimme von William Dalton, einem Mitglied der Daltonbrüder und Hauptgegenspieler von Lucky Luke. Er sprach ihn in den Zeichentrickfilmen Lucky Luke, Lucky Luke – Sein größter Trick und Lucky Luke – Das große Abenteuer. Auch in der 1984 produzierten ersten Staffel der Zeichentrickserie Lucky Luke übernahm er die Synchronisation. Erst in der zweiten Staffel wurde er durch Michel Tugot-Doris ersetzt.
Als Synchronsprecher war er mehrfach die französische Stimme für Schauspieler wie Jim Varney, Elliott Gould und Paul Michael Glaser. Glaser sprach er in der kompletten Fernsehserie Starsky & Hutch. Da Varney jeweils Slinky in den drei Animationsfilmen Toy Story, Toy Story 2, und Toy Story 3 sprach, übernahm Balutin auch diesen Part bei der französischen Lokalisierung.
Balutin sang für das französische Introlied V'là Cubitus für die Animeserie Cubitus.

## Filmografie (Auswahl)
- 1960: Candide oder der Optimismus im 20. Jahrhundert (Candide ou l'optimisme au XXe siècle)
- 1960: Wo bleibt die Moral, mein Herr? (Le farceur)
- 1961: Der tolle Amerikaner (La belle américaine)
- 1961: Im Zeichen der Lilie (Le miracle des loups)
- 1962: Cartouche, der Bandit (Cartouche)
- 1964: FBI-Agent Cooper – Der Fall Tex (Coplan prend des risques)
- 1964: Mordrezepte der Barbouzes (Les Barbouzes)
- 1965: Diamantenbillard (Un milliard dans un billard)
- 1965: Was gibt’s Neues, Pussy? (What's New Pussycat?)
- 1966: Herzkönig (Le Roi de coeur)
- 1967: Jonny Banco – Geliebter Taugenichts (Johnny Banco)
- 1967: Allô Police (Fernsehserie, 1 Folge)
- 1968: Asterix und Kleopatra (Astérix et Cléopâtre)
- 1969: Das Superhirn (Le Cerveau)
- 1969: Pack den Tiger schnell am Schwanz (Le Diable par la queue)
- 1969: Tim und Struppi im Sonnentempel (Tintin et le Temple du soleil)
- 1970: Leo, der Kriegsheld (Le mur de l‘Atlantique)
- 1971: Lucky Luke
- 1972: Tim und der Haifischsee (Tintin et le lac aux requins)
- 1972: Unternehmen Feuertor (Les portes du feu)
- 1976: Die Schlümpfe und die Zauberflöte (La Flûte à six schtroumpfs)
- 1978: Die Schlemmer-Orgie (Who Is Killing the Great Chefs of Europe?)
- 1978: Ein Käfig voller Narren (La Cage aux Folles)
- 1978: Lucky Luke – Sein größter Trick (La ballade des Dalton)
- 1983: Blut auf dem Asphalt (Flics de choc)
- 1983: Lucky Luke – Das große Abenteuer (Les Dalton en cavale)
- 1984: Lucky Luke (Zeichentrickserie)